# Chase McLaughlin
Chase Joseph McLaughlin (Cypress, 9 aprile 1996) è un giocatore di football americano statunitense che milita nel ruolo di placekicker per i Tampa Bay Buccaneers della National Football League (NFL).

## Carriera

### Buffalo Bills
Dopo non essere stato scelto nel Draft NFL 2019, McLaughlin firmò con i Buffalo Bills. Fu svincolato il 31 agosto 2019.

### Minnesota Vikings
McLaughlin firmò con la squadra di allenamento dei Minnesota Vikings il 1º settembre 2019. Fu svincolato il 10 settembre.

### Los Angeles Chargers
McLaughlin firmò con i Los Angeles Chargers il 1º ottobre 2019 per coprire l’infortunio dell’infortunato kicker Michael Badgley, il quale stava venendo sostituito dal punter Ty Long. Fu svincolato il 29 ottobre.

### San Francisco 49ers
McLaughlin firmò con i San Francisco 49ers il 7 novembre 2019, dopo che il kicker Robbie Gould si era infortunato al quadricipite. Nella settimana 10 contro i Seattle Seahawks nel Monday Night Football, McLaughlin segnò tre field goal su quattro nella sconfitta per 27–24 ai tempi supplementari. Anche se aveva segnato da 47 yard a un secondo dal termine dei tempi regolamentari pareggiando la partita, McLaughlin sbagliò nei supplementari il calcio che avrebbe dato alla sua squadra la vittoria. Fu svincolato il 3 dicembre 2019.

### Indianapolis Colts
Il 4 dicembre 2019 McLaughlin firmò con gli Indianapolis Colts dopo un infortunio di Adam Vinatieri. Il 30 dicembre 2019 firmò un nuovo contratto di un anno. Il 5 settembre 2020 fu svincolato.

### Ritorno ai Minnesota Vikings
L’8 settembre 2020 McLaughlin firmò con la squadra di allenamento dei Vikings.

### Jacksonville Jaguars
Il 10 novembre 2020 McLaughlin firmò con i Jacksonville Jaguars dopo l’infortunio di Josh Lambo. Fu inserita nella lista reserve/COVID-19 il 24 novembre 2020, e fu attivato il 30 novembre. Fu svincolato dopo i Jaguars promossero Aldrick Rosas nel roster attivo il 12 dicembre.

### New York Jets
Il 14 dicembre 2020 McLaughlin firmò con i New York Jets. Il 2 gennaio 2021 McLaughlin fu promosso a titolare a tempo pieno dopo la decisione di svincolare Sam Ficken. Lo stesso McLaughlin fu svincolato il 7 maggio 2021.

### Cleveland Browns
McLaughlin firmò con i Cleveland Browns il 10 maggio 2021. Nella settimana 3 della stagione 2021 contro i Chicago Bears segnò tutti e quattro i field goal calciati, incluso uno da 57 yard, ed entrambi i tentativi di extra point. La sua stagione si chiuse segnato 36 extra point su 37 e 15 field goal su 21.
Il 5 aprile 2022 McLaughlin rifirmò con i Browns. Fu svincolato il 2 maggio 2022.

### Ritorno agli Indianapolis Colts
McLaughlin firmò con la squadra di allenamento dei Colts il 13 settembre 2022, dopo che la squadra aveva svincolato Rodrigo Blankenship. Fu promosso nel roster attivo il 14 ottobre. Nella settimana 5 segnò tutti i quattro field goal calciati, inclusi due da oltre 50 yard, nella vittoria per 12–9 sui Denver Broncos, venendo premiato come miglior giocatore degli special team della AFC della settimana. Chiuse la stagione segnando tutti i 21 extra point tentati e 30 field goal su 36.

### Tampa Bay Buccaneers
Il 30 marzo 2023 McLaughlin firmò con i Tampa Bay Buccaneers. Prima dell’inizio della stagione batté Rodrigo Blankenship per il ruolo di kicker titolare. L’11 marzo 2024, McLaughlin firmò un nuovo contratto triennale del valore di 12,3 milioni di dollari con I Buccaneers.